# فلافيو فيري
فلافيو فيري (بالإنجليزية: Flavio Ferri)‏ هو لاعب كرة قدم ومدرب كرة قدم أمريكي في مركز الهجوم، ولد في 14 سبتمبر 1973 في ساو باولو في البرازيل. لعب مع Austin Lone Stars ‏.